# Flughafen Río Grande

i7
i11
i13
Der Flughafen Río Grande (offiziell: Aeropuerto Internacional Gobernador Ramón Trejo Noel) ist ein argentinischer Flughafen nahe der Stadt Río Grande in der Provinz Tierra del Fuego. Er ist neben dem Flughafen Ushuaia der zweite große Flughafen von Feuerland. Neben der Nutzung als ziviler Verkehrsflughafen wird er auch von der argentinischen Marine genutzt. Der Flughafen Río Grande ist offiziell nach Ramón Trejo Noel, einem argentinischen Politiker und Gouverneur der Provinz Tierra del Fuego, benannt.

## Fluggesellschaften und Flugziele
| Fluggesellschaft      | Ziele                                           |
| --------------------- | ----------------------------------------------- |
| Aerolíneas Argentinas | Buenos Aires-Jorge Newbery, Buenos Aires-Ezeiza |
| LADE                  | Río Gallegos, Ushuaia                           |
| Quellen:              |                                                 |

## Zwischenfälle
- Am 26. März 1951 stürzte eine Douglas DC-3/C-47A-5-DK der Aerolineas Argentinas (Luftfahrzeugkennzeichen LV-ACY) kurz nach dem Start vom Flughafen Río Grande ab. Von den 20 Insassen kamen 11 ums Leben, drei Crewmitglieder und acht Passagiere.[3]